# Divinità della fertilità
Una divinità della fertilità è un Dio o (prevalentemente) una Dea della mitologia che vengono associati con tutto quel che concerne l'ambito della fertilità, dalla gravidanza alla nascita degli esseri umani, ma anche in ambito animale e vegetale. In alcuni casi, queste divinità sono direttamente e strettamente legate alla sessualità, in altri invece incarnano più semplicemente alcuni degli attributi ad essa correlati; vari rituali per la fertilità possono accompagnare il loro culto.
Gli antichi reperti archeologici conosciuti come veneri paleolitiche, si è suggerito possano essere rappresentazioni della dea della fertilità risalenti al Paleolitico.

## Simbolismo
In moltissime culture praticanti il politeismo esistono divinità della fertilità, solitamente note come Dee. Nei miti che circondano queste figure divine vi sono anche i germi dell'interpretazione temporale della vita, la nascita e la morte e la spiegazione del ciclo delle stagioni. Le immagini dei simboli femminili sono spesso caratterizzate da fianchi larghi e grandi seni. Simboli di fertilità maschile sono invece talvolta itifallici. Anche gli animali fertili notevoli come il gatto in alcune culture simboleggiano la fertilità.
Oltre all'uovo, anche la cornucopia, la melagrana e i semi delle piante in generale sono oggetti simbolici di fertilità.

## Mitologie

### Africane
- Ale (Ala/Alla) è la dea della fertilità e "Madre Terra" (una variante del mito della Grande Madre o di Madre Natura) del popolo Igbo stanziato nell'attuale Nigeria; ella governa anche il regno dell'oltretomba.
- Asase Ya (o Asase Yaa, Asaase Afua[2]) è la Dea-Terra della fertilità[3] della popolazione Ashanti abitante in Ghana.[4].
- Denka è il dio celeste della pioggia e della fertilità nella religione dell'etnia dei Dinka del Sudan.
- Mbaba Mwana Waresa è la Dea della fertilità nella religione degli Zulu del Sudafrica; ha il governo dell'arcobaleno, dell'agricoltura, della pioggia e della birra, con il potere sull'acqua elementale e sul terreno; ha insegnato alla gente l'arte della semina e della raccolta.

### Arabe
- Allat è una Dea della fertilità associata col terreno; divinità dell'Arabia pre-islamica, era una delle tre principali de La Mecca; viene menzionata anche nel Corano (Sūra 53:19) ove si dice che gli arabi dell'epoca Jāhiliyya la consideravano essere come un delle figlie di Allah.
- Al-'Uzza è la Dea della fertilità venerata in un "cubo di pietra", soprattutto a Ta'if[5][6][7].

### Armene
- Anahit è la Divinità della nascita, della bellezza e delle acque, della fertilità e della guarigione nella mitologia degli Armeni.
- Aramazd era il Dio creatore della mitologia armena precedente all'introduzione del cristianesimo nella regione, nonché cognato di Ahura Mazdā e padre/marito di Anahit[8][9][10]; è la fonte e l'origine da cui scaturisce tutta l'abbondanza del terreno.

### Azteche
- Tonacatecuhtli è il dio del sostentamento, venerato per essere l'alimentazione (tecuhtli) che riscalda la terra intera rendendola feconda[11].
- Tonacacihuatl è la "Signora del sostentamento", consorte di Tonacatecuhtli[12].

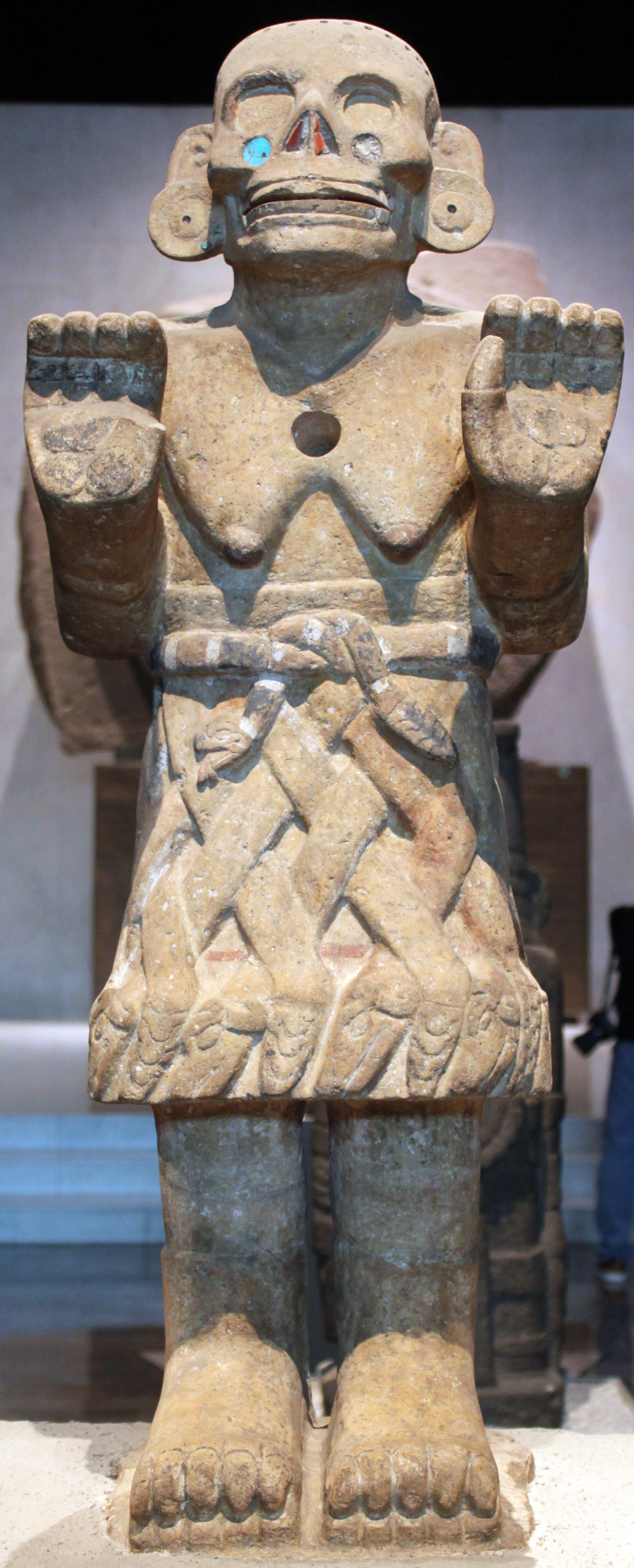
La Dea azteca Coatlicue.

- Coatlicue è una delle dee della vita, morte e rinascita; colei che ha dato alla luce la luna e le stelle. Cihuacoatl (il "serpente-donna")[13], patrona delle donne che muoiono di parto e nota anche come Quilaztli[14] è stata intesa come uno degli aspetti di Coatlicue.
- Chimalman è la dea della fertilità, vita, morte e rinascita; è la madre di Quetzalcoatl.
- Xochitlicue è una divinità della fertilità (vita, morte e rinascita).
- Xochipilli è il dio dell'amore, dell'arte, dei giochi e della Bellezza, della danza, dei fiori e del canto nonché signore del mais.
- Xochiquetzal (la "fanciulla"[15]) è la dea della bellezza e potenza sessuale femminile, protettrice delle giovani madri e patrona della gravidanza e del parto oltre che della tessitura e del ricamo.
- Toci è la "Madre degli Uomini" e Signora della medicina a cui viene associata anche Temazcalteci, la dea della maternità e dei bagni di vapore.

### Baltiche
- Laima è la Dea baltica del Destino[16] e della fortuna, associata con il parto, il matrimonio e la morte; patrona delle donne in avanzato stato di gravidanza, le sue funzioni sono molto simili a quelle svolte dalla Dea indù Lakshmi.
- Saulė (divinità) è la Divinità del Sole delle mitologie lituana e lettone; Signora della vita, del calore e della salute, è anche patrona degli orfani.

### Cananee
- Baal: re degli dei e dio della pioggia
- Astart (Astoreth): dea della fertilità, dell'amore e del piacere. Patrona delle prostitute e degli edonisti. Le prostitute del suo tempio erano famose su tutto il Mare Librum. Appariva come una donna sensuale in una tunica trasparente multicolore.
- Alein, figlio di Baal, dio delle sorgenti, dei corsi d'acqua, della primavera, della vegetazione e della stagione delle piogge
- Agli-Bol, dio del Sole e della Luna
- Ba'al Hammon: dio della fertilità, dell'energia solare e della continuità, patrono di Cartagine e delle altre colonie fenicie dell'Africa mediterranea, consorte di Tanit
- Agros: dio di campi, coltivazioni, viticolture, e del vino, fratello di Agrotes
- Daggay: dea della nascita. Aiutante di Asherat-del-mare
- Dagon: padre di Baal, dio del raccolto e della fertilità.
- Geinos: dio dell'agricoltura. Fratello di Technites.
- Hay-Tau: dio della vegetazione e della foresta. Ha forma di un albero. Le lacrime di Hay-Tau sono resina (tesori per i fenici che esportavano in Egitto).
- Magos: dio dell'allevamento degli animali. Patrono dei pastori e degli allevatori. Fratello di Amunos
- Tammuz (chiamato Adone dai greci): dio del raccolto, avendo imparato da Mot e Aleyin. Nato da un albero myrrh nel quale sua madre (Myrrha) l'ha trasformato. In veste mortale era un giovane bellissimo, adorato dalla dea greca Afrodite. Fu ucciso da un maiale che stava cacciando: il ruscello dove cadde fluisce rosso come il sangue ogni anno; si dice che gli anemoni sboccino per lui.
- Tanit: Grande dea della luna, della maternità, della magia. Appare come una donna velata e avvolta da piume di colomba. Le colombe le erano gradite e sacre. Consorte di Baal Hammon. I suoi simboli sono una staffa sormontata da un disco e un triangolo con un cerchio al suo apice
- Adad Rimmon, divinità fenicia della vegetazione che si credeva morisse alla fine della stagione dei raccolti per poi rinascere nel periodo delle piogge
- Aion & Protogonos: I primi mortali. Scoprirono il cibo
- Malakbêl: dio del Sole
- Resheph (Amurru): dio dei tuoni, della selva e della musica. Assistente di Anat nei sacrifici. Consorte di Quadesh. Appariva come un giovane guerriero che portava un tridente saettante.
- Baltis: dea del cielo, della gioia e della danza. Protettrice delle donne. Sorella spirituale della dea egizia Hathor. Appariva come una donna che indossava un elmo con corna di vacca e un disco al loro centro.
- El o El Elyon (lett. "l'Altissimo"), padre degli dei e dio della creazione.
- Quadesh: dea della luce stellare, della selva, dell'astrologia. Assistente di Anat nei sacrifici; Consorte di Resheph. Appariva come una donna giovane vestita di verde e argento.
- Eshmun: dio della guarigione e della salute. Figlio di El e di Asherat-del-mare. Rappresentato come un uomo di mezza età con una toga bianca e un bastone intorno al quale sono arrotolati due serpenti.
- Agrotes: dio della terra, dei cavalli, della caccia e degli indovini. Appare come un auriga, a volte accompagnato da un gruppo di cani, fratello di Agros.
- Arsay: dea della terra umida e delle paludi. Figlia di Baal.
- Nikkal, dea dei frutteti e sposa del dio Yarikh

### Cinesi
- Le "Celesti cancelliere del parto": Lady Yunxiao, Lady Yuxuao, Lady Bixiao, Madam Zhaojing, La signorina Chenjing, Nona Lady Lin, Terza Lady Li.
- Nüwa (女媧): Nüwa sigilla il cielo squarciato usando delle pietre di sette colori diversi—ne risulta quindi l'arcobaleno. Si dice anche che abbia creato l'umanità; questa storia è stata raccontata in molti cartoni animati cinesi. Dea della fecondità, dell'arcobaleno e della creazione. Istitutrice del rito del matrimonio.
- Fuxi (伏羲): Fuxi, HuHsi era il fratello-marito di Nuwa. A lui vengono attribuite l'invenzione del sistema divinatorio Yi Jing, della metallurgia, della scrittura e del calendario, oltre a essere stato anche l'iniziatore di varie attività umane, tra cui l'allevamento degli animali, la pesca, la caccia e la musica. Viene ricordato anche per il suo celebre diagramma, detto diagramma di Fu Xi.
- Shennong (神農): inventore dell'agricoltura e dio della tecnologia agricola e della farmacologia, dio-antenato dei Cinesi Han del sud.
- Jiutian Xuannü: dea della guerra, del sesso e della longevità che aiutò Huang Di (黃帝) a sottomettere Chi You (蚩尤).
- Otto Immortali (八仙) taoisti / He Xiangu: fata che veglia sui focolari domestici, Cao Guojiu: patrono degli attori e di tutti coloro che esercitano la professione teatrale, Li Tieguai: simboleggia la medicina, Lan Caihe: patrono dei fiori, Lü Dongbin: patrono dei fabbricanti di inchiostro, dei malati e dei barbieri, Han Xiangzi: patrono dei musicisti, Zhang Guo Lao: simboleggia la vecchiaia, Zhongli Quan: il leader del gruppo
- Cai Shen: dio della ricchezza; cavalca una tigre.
- Hotei: divinità buddhista popolare, dio della felicità e della ricchezza
- Tu Di Gong (土地公): dio del terreno, dell'agricoltura, del benessere e gli affari del villaggio.
- Xihe: dea madre del Sole
- Xi Wangmu (西王母): Regina Madre dell'Ovest, dea della fecondità, con un'intensa attività sessuale. Era la guardiana dei frutti dell'immortalità. Regnava anche sui destini umani e sull'occidente, che era considerata la terra dei morti, e poteva scatenare epidemie.
- Wan Gong e Wan Ma: sono divinità minori che presiedono questioni terrene quali la nascita dei bambini, i farmaci, le questioni familiari e la consultazione del fengshui.
- Yinglong: un dragone, servo potente di Huang Di e dio della pioggia.

### Cambogiane, Laotiane e Vietnamite
- Phra Mae Thorani ( conosciuta anche come Suvathara o Sowathara) è una figura femminile simboleggiante la terra fertile.

### Celtiche
- Brigid è la dea irlandese associata alla fertilità
- Cernunnos è il dio cornuto associato alla fertilità
- Damara è la dea della fertilità adorata in Gran Bretagna
- Damona è la dea gallica della fertilità
- Epona è la dea dei cavalli e della fertilità
- Genii Cucullati, un gruppo di spiriti della fertilità strettamente assimilate al simbolismo fallico.
- Nantosuelta è la dea della natura, la terra, il fuoco, e la fertilità
- Onuava è una delle dee della fertilità, conosciuta solamente attraverso iscrizioni[17].
- Rosmerta è la dea gallo-romana della fertilità e dell'abbondanza

### Egizie
- Amon è il dio creatore, associata alla fertilità.
- Bastet  (ma il suo nome è altresì scritto anche Baast, Ubaste, e Baset[18]) è la dea-gatto a volte associata alla fertilità.
- Bes è il protettore della famiglia e il dio associato con la musica, la danza e il piacere sessuale.
- Hathor è la dea che personifica i principi di amore femminile, maternità e gioia[19]; aiuta le donne ad un felice parto[20].
- Heket è la dea-rana della fertilità, controparte egizia della greca Ecate[21] e speso definita come moglie di Khnum.
- Hershef è uno degli dèi della creazione e della fertilità, un dio-ariete successivamente identificato con Dioniso[22].
- Iside è la dea della maternità, della magia e della fertilità; sposa-sorella di Osiride, è anche la madre di Horus.
- Meskhenet è la dea del parto, creatrice del Ka (o anima) di ogni neonato.

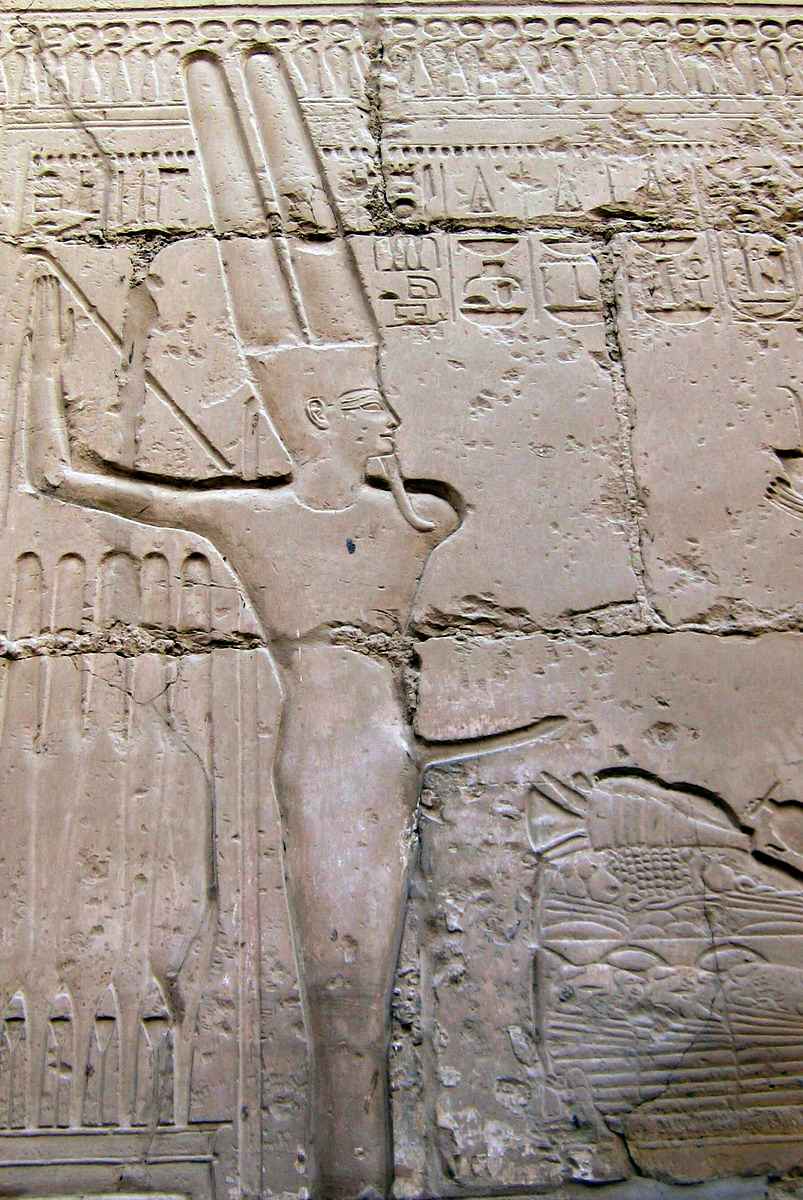
Il dio egizio Min rappresentato in stato di erezione.

- Min è il dio della fertilità, della riproduzione e della lattuga. Come Khem o Min (il cui culto risale all'Egitto preistorico predinastico del IV millennio a.C.[23]) era il dio della riproduzione; mentre come Khnum, è stato il creatore di tutte le cose, "il creatore di dei e uomini"[24].
- Osiride è il dio dell'aldilà, dei morti, oltreché patrono dei viventi, colui che ha concesso la totalità dei beni dell'esistenza, inclusa la germinazione della vegetazione e l'annuale fertile inondazione del Nilo.
- Renenet è una delle dee del nutrimento, della raccolta e dei fertili campi[25].
- Sobek, associato col coccodrillo del Nilo è la divinità che protegge dai pericoli derivanti dal fiume Nilo grazie alle sue qualità apotropaiche, dio del valore militare e della fertilità.
- Sopedet, deificazione di "Sothis" (considerata la stella Sirio) è la dea della fertilità del suolo.
- Tueret (o Taweret-Colei che è grande, uno degli epiteti più comuni per le divinità considerate più pericolose[26]) è la dea della fertilità e del parto.
- Tefnut è la dea della fertilità delle acque, dell'umidità aerea, della rugiada e della pioggia[27].
- Qadesh (dea) è la dea dell'estasi sacra e del piacere sessuale, sia degli egizi che presso i popoli Cananei[28].

### Etrusche
- Fufluns è il dio della vita vegetale, la felicità e la salute e la crescita in tutte le cose
- Thesan è la dea dell'aurora, associato con la generazione della vita
- Turan è la dea dell'amore, della fertilità e vitalità

### Finlandesi
- Äkräs e Rauni sono la coppia divina, rispettivamente maschile e femminile, della fertilità.

### Germaniche
- Nerthus è la dea della terra associata alla fertilità

### Greche
- Afaia è la dea locale dell'isola di Egina associata alla fertilità e al ciclo agricolo[29].
- Afrodite è la dea dell'amore, della bellezza e della sessualità.
- Afrodito è il dio dell'unità del sesso maschile e di quello femminile, Signore della luna e della fertilità.
- Artemide è la dea della caccia, degli animali selvatici e della natura selvaggia, del parto e della verginità, delle ragazze e la salute e la malattia nelle donne
- Cibele è la Dea-Madre Natura di origine frigia che incarna la terra fertile.
- Demetra è la dea dell'agricoltura e della fertilità della terra.
- Dioniso è il dio del vino e di festa, associata alla fertilità.
- Eros è il dio dell'amore sessuale, la fertilità e la bellezza.
- Priapo è il dio greco della fertilità, dei giardini e dei genitali maschili.
- Gea o Gaia è la Grande Madre e dea della terra fertile.
- Era è la dea dell'aria, del matrimonio, della fertilità delle donne, del parto e della legittima eredità reale.
- Ilizia (chiamato anche Eileithyia), dea del parto e dell'ostetricia[30], probabilmente di origine minoica o precedente.
- Pan è il dio dei pastori, greggi, selvaggia montagna, caccia e musica rustico; associata alla fertilità.
- Phanes è la divinità primordiale della procreazione e la generazione di nuova vita.

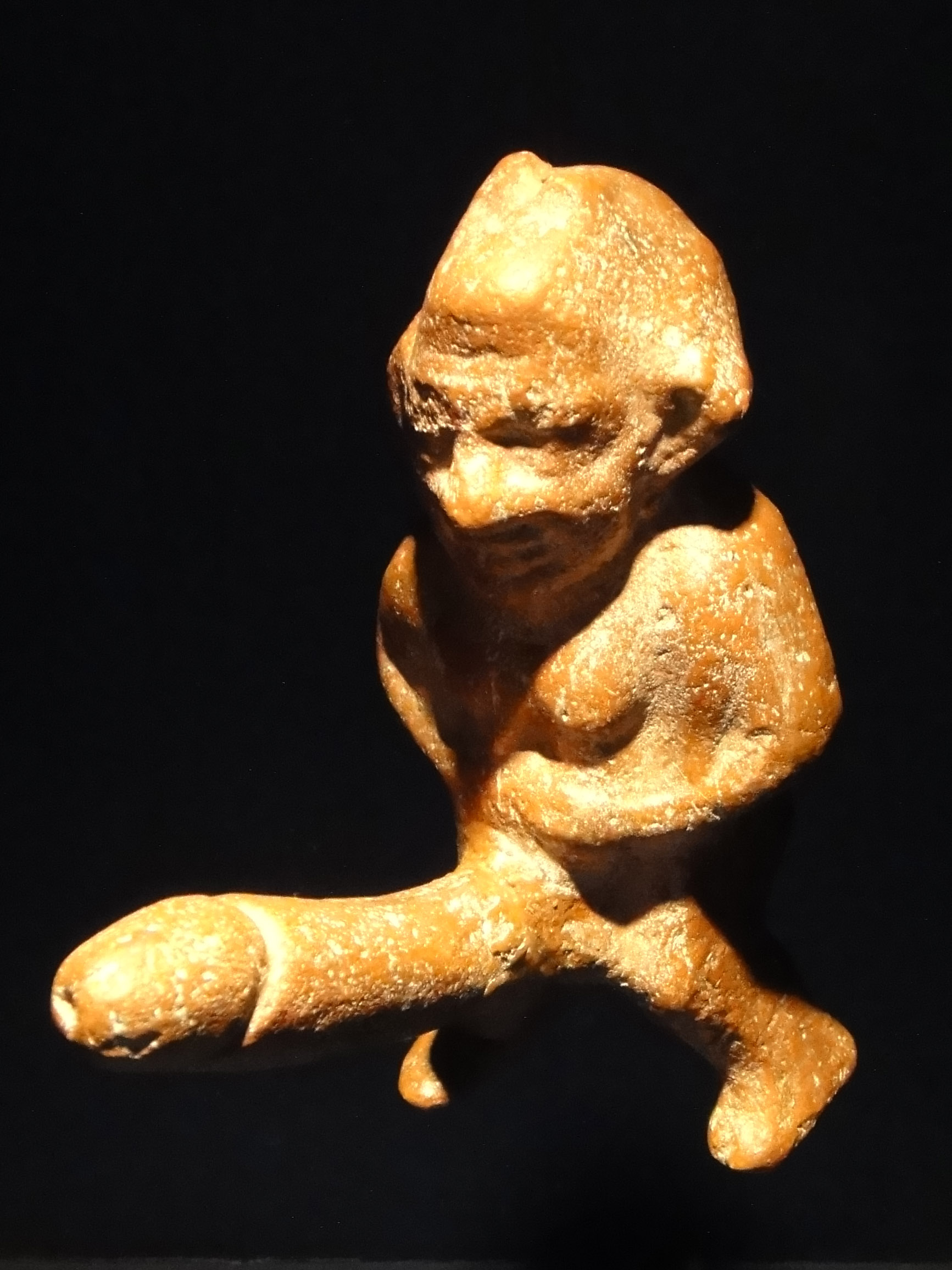
Statuetta di Priapo col fallo eretto.

- Priapo è il dio della fertilità rustico, la protezione degli animali, piante da frutto, giardini e genitali maschili.
- Rea è la dea della fertilità, maternità e la natura selvaggia della montagna.
- Tychon è un demone/daimon della fertilità immaginato nelle sembianze di un ragazzo adolescente.

### Hawaiane
- Haumea è la dea della fertilità e del parto.
- Kamapua'a è un semidio della fertilità
- Laka (mitologia), eroe mitologico della letteratura polinesiana, è il patrono della danza hula e dio della fertilità
- Lono è un dio associata alla fertilità, l'agricoltura, le precipitazioni, e la musica
- Nuakea è la dea dell'allattamento[31].

### Induiste
- Aditī è la Dea dello spazio, della coscienza, del tempo passato e futuro e della fertilità.
- Banka-Mundi, dea della caccia e della fertilità
- Bhūmi, dea della terra, è la forma inerente alla fertilità di Lakshmi.
- Chandra è il dio lunare associata alla fertilità.
- Lajja Gauri è la dea associata con l'abbondanza.
- Manasa è la dea serpentina associata alla prosperità.
- Matrikas, gruppo di 7-8 dee che sono sempre raffigurate assieme; Brahmani, Maheshvari, Kaumari, Vaishnavi, Varahi, Indrani, Chamunda sono associate con la fertilità e la potenza materna.

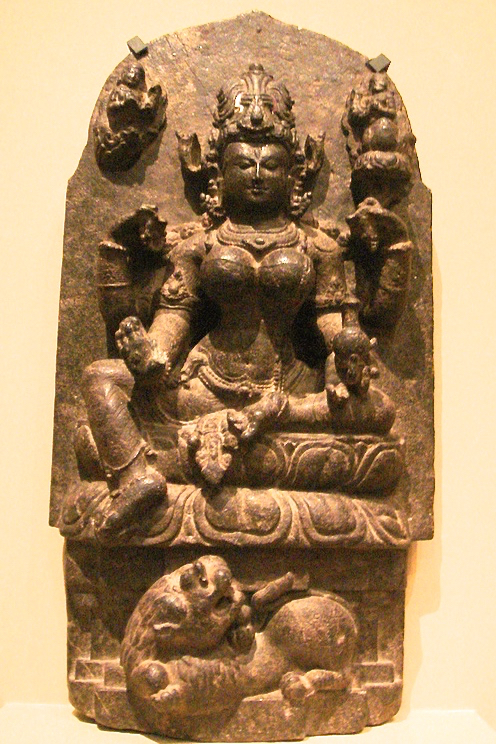
La Dea Parvati sposa di Śiva.

- Parvati è la dea associata alla fertilità, alla felicità coniugale, alla devozione al coniuge; rappresenta inoltre anche il potere dell'ascesi.
- Sinivali è una dea associata alla fecondità e alla facilità della nascita; si invoca con Sarasvati per posizionare correttamente il feto nel grembo materno[32].
- Subramanya Swamy
- Santana Gopala

### Ittite e Hurrite
- Šauška o Shaushka è la dea della fertilità, della guerra e della guarigione.
- Nikkal è la dea dei frutti.

### Incas
- Mama Quilla è la dea della luna, il ciclo mestruale, e una protezione di donne
- Mama Ocllo è la dea madre, associata alla fertilità
- Sara Mama è la dea del grano
- Pachacamac (mitologia) è il Dio creatore del mondo
- Pachamama è la dea della fertilità che presiede la semina e la raccolta e provoca terremoti

### Indigene australiane
- Anjea è la dea o lo spirito della fertilità; le anime individuali delle persone risiedono dentro di lei nel periodo tra la morte e la successiva reincarnazione.
- Birrahgnooloo è la dea della fertilità portatrice della pioggia benefica per la popolazione Kamilaroi o Gamilaraay.
- Dilga è la dea della fertilità e della crescita tra i Karadjeri.
- Julunggul è la dea degli Yolngu la quale in forma di serpente arcobaleno viene associata alla fertilità, all'iniziazione, alla rinascita e al tempo; cura l'avvio alla maturazione virile dei ragazzi.
- Kunapipi è una delle dee madri e nume tutelare di molte figure eroiche.
- Ungud è un divinità-serpente che a volte si mostra in forma maschile, mentre altre in forma femminile; strettamente associata con l'arcobaleno, la fertilità e l'erezione, viene adorata prevalentemente tra le tribù che seguono lo sciamanesimo.
- Wollunqua è un dio in forma serpentina portatore della pioggia e della fertilità.

### Inuit
- Akna (mitologia) è la dea della fertilità e del parto[33].
- Pukkeenegak è la dea dei bambini, della gravidanza, del parto e della realizzazione degli abiti.

### Giapponesi
- Kichijōten (o Kisshōten) è la dea della felicità, fertilità e bellezza; a volte considerata essere una delle Sette Divinità della Fortuna al posto di Jurōjin[34][35]
- Inari (mitologia) è la dea della fertilità, riso, agricoltura, volpi, industria.

### Lapponi
- Beiwe, dea della fertilità e salute mentale
- Rana Niejta, dea della primavera e della fertilità

### Maya
- Akna (Maya) è la dea della maternità e del parto.
- Ixchel è la dea-giaguaro dell'ostetricia e della medicina

### Mesopotamiche

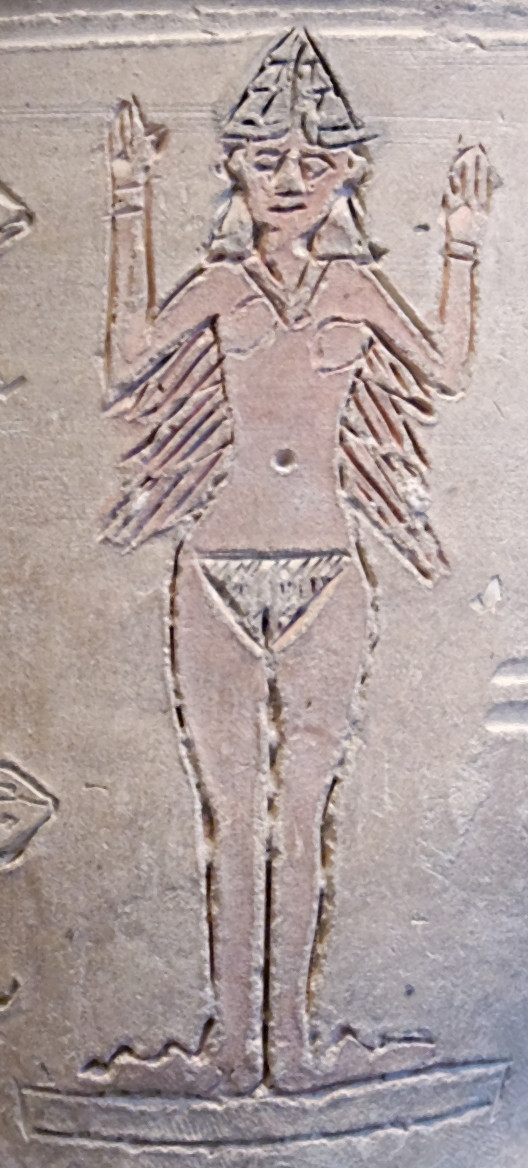
La Dea Inanna-Ishtar.

- Ama-Arhus e Amasagnul sono dee accadiche della fertilità.
- Gatumdag è la dea della fertilità, nume tutelare e Dea Madre di Lagash nella mitologia sumera.
- Inanna è la dea sumera dell'amore, della fertilità e della guerra.
- Ištar è la dea accadica e assiro-babilonese della fertilità, dell'amore, della guerra e della sessualità.
- Nanše è la dea sumera della giustizia sociale, della profezia, della fertilità e della pesca.
- Ningal è la Dea Madre sumera.
- Nin-imma, figlia di Enki e Ninkurra, è la dea degli "organi sessuali femminili".
- Sharra Itu è una dea sumera della fertilità.

### Dei nativi americani
- Atahensic è la dea degli Irochesi associata con il matrimonio, il parto, e la forza femminile in generale[36].
- Kokopelli è il dio Hopi trickster associata alla fertilità, il parto e l'agricoltura; porta i bambini non ancora nati sulla schiena e li distribuisce alle donne (talvolta è raffigurato come una donna di nome Kokopelmana)[37].

### Nordiche
- Freyr è il dio associato con l'agricoltura, il clima e la fertilità.

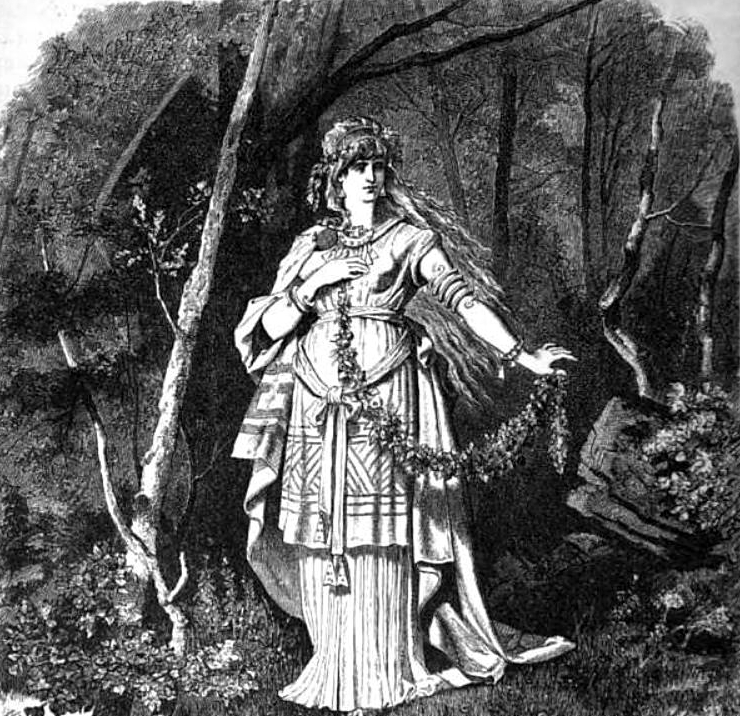
Freyja.

- Freyja, sorella di Freyr, è la dea associata con l'amore, la bellezza, la fertilità, l'oro, il Seiðr, la guerra e la morte.
- Frigg è la dea associata con la profezia, il matrimonio e il parto
- Gefjun è la dea dell'aratura e per associazione della fertilità.

### Dell'Oceania
- Gedi (mitologia) (Ngendi) è il dio delle isole Figi della fertilità, che ha insegnato all'umanità l'uso del fuoco.
- Makemake (divinità) è il Dio creatore di Rapa Nui nella mitologia pasquense, associato alla fertilità
- Tangaroa (mitologia) è il dio del mare e della creazione di Rarotonga, associato alla fertilità.
- Tagroa Siria è il dio supremo[38] delle isole Rotuma associato alla fertilità e identificato con Tangaroa[39].

### Persiane
- Anahita è la dea della fertilità, la guarigione e saggezza

### Romane
- Bona Dea, dea della fertilità, la guarigione, la verginità, e le donne
- Candelifera è la dea del parto; il suo nome significa "Colei che porta la candela"[40], in quanto parte del processo di nascita di una nuova vita avverrebbe durante la notte[41].
- Carmenta, dea del parto e profezia
- Cerere, dea dell'agricoltura, raccolti di grano, la fertilità e le relazioni materne; identificata con la dea greca Demetra
- Diana, dea della caccia, della natura selvaggia, della luna e del parto; equivalente della greca Artemide.
- Domidicus, il dio che guida la casa sposa
- Domizio, il dio che installa la sposa
- Fascinus, incarnazione del divino fallo
- Fecunditas, dea della fertilità
- Feronia, dea associata alla fertilità e abbondanza
- Flora, dea dei fiori e primavera
- Inuus è il dio del rapporto sessuale.
- Jugatinus è il dio che unisce la coppia in matrimonio
- Giunone, dea del matrimonio e del parto; equivalente alla dea greca Hera
- Liber, dio della viticoltura, del vino e della fertilità maschile, pari al greco Dioniso ; in arcaico Lavinium, una divinità fallica
- "Libera" (equivalente femminile di Liber) o Proserpina è la dea della fertilità femminile e della terra.
- Lucina è una delle dee del parto.
- Marte è un dio associato inizialmente alla fertilità e alla vegetazione, ma in seguito accostato alla guerra e al dio greco Ares.
- Manturna è la dea che teneva la sposa a casa
- Mutuno Tutuno, fallica divinità matrimonio associato al dio greco Priapo
- Opi, la fertilità e la dea Terra
- Partula è una dea del parto, che determina la durata di ogni gravidanza
- Pertuda è la dea che consente la penetrazione sessuale.
- Picumnus, dio della fertilità, l'agricoltura, il matrimonio, i neonati ei bambini
- Prema, dea che tiene la sposa sul letto
- Robigus, dio della fertilità che protegge le colture contro le malattie
- Subigus, il dio che sottomette la sposa alla volontà del marito
- Tellus, dea della terra associata con il matrimonio, la maternità, le donne in gravidanza, e gli animali in stato di gravidanza; equivalente al Gaia greca
- Venere è la dea romana dell'amore, della bellezza e della fertilità, equivalente alla Greca Afrodite.
- Virginiensis, la dea che scioglie la cintura della sposa

### Slave
- Dzydzilelya è la dea polacca dell'amore, il matrimonio, la sessualità e la fertilità.
- Jarilo, dio della fertilità, la primavera, la vendemmia e la guerra
- Kostroma (divinità), dea della fertilità degli Slavi orientali
- Radigost è il dio degli Slavi occidentali dell'ospitalità, fertilità e colture, associato con la guerra e il sole.
- Siebog, dio dell'amore e del matrimonio
- Svetovit, dio della guerra, della fertilità e dell'abbondanza
- Zeme (divinità), dea della terra fertile tra i lettoni e i lituani ed associata a Mati Zemlya.
- Živa, dea dell'amore e della fertilità, sposa di Siebog.

### Turche
- Ajysyt, dea madre associata al parto
- Umay, dea della fertilità e della verginità[42]

### Vudù
- Ayida Wedo, loa della fertilità, dell'arcobaleno e dei serpenti
- Guédé, famiglia di spiriti che incarnano i poteri della morte e della fertilità

## Appendice

### Nell'agiologia cattolica
Il cattolicesimo è una religione monoteista e, come tale, i suoi santi non sono in alcun caso considerati come divinità; possono però essere intesi come patroni e protettori di particolari attività della vita quotidiana. Vedere intercessione dei santi e agiografia per i dettagli su questi aspetti della dottrina cattolica.
- Anna (madre di Maria) è la patrona della gravidanza e delle future madri.
- Caterina di Svezia è la patrona protettrice contro l'aborto e l'aborto spontaneo.
- Gerardo Maiella è il patrono del parto, della maternità, dei bambini e delle madri (ma anche dei bambini non nati e delle madri in attesa, in particolare)
- Giuliana di Nicomedia è patrona delle partorienti
- Margherita di Antiochia è la patrona del parto e delle donne in gravidanza.
- Santi fallici sono un gruppo di santi invocata esplicitamente per il loro ruolo di attivatori della fertilità.
- Raimondo Nonnato è il patrono del parto, delle ostetriche, dei bambini e delle donne in gravidanza.
- Theotókos-"Madre di Dio" è Maria, madre di Gesù